# Markt 16 (Quedlinburg)

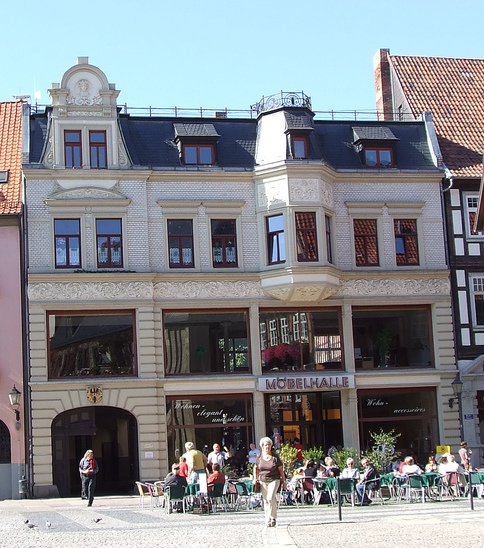
Markt 16

Das Haus Markt 16 ist ein denkmalgeschütztes Wohn- und Geschäftshaus in der Stadt Quedlinburg in Sachsen-Anhalt.

## Lage
Es befindet sich an der Westseite des Marktplatzes der Stadt. Südlich grenzt das Haus Markt 15 und nördlich das gleichfalls denkmalgeschützte Haus Marktstraße 1 an. Im Quedlinburger Denkmalverzeichnis ist es als Wohn- und Geschäftshaus eingetragen.

## Architektur
Das Gebäude entstand 1895 am Übergang von der Marktstraße zum Markt. 1894 hatte die Firma Ihlefeldt und Kramer, die im benachbarten Haus Marktstraße 1 eine Möbel- und Ausstellungshalle betrieb, das Grundstück Markt 16 erworben und die hier befindlichen Reste des ehemaligen Ratskellers abreißen lassen. Der aus dem Jahr 1500 stammende Rathaus-Keller war jedoch bereits im Jahr 1860 abgebrochen worden.
Die Fassade ist repräsentativ in historistischem Stil gestaltet. Es wechseln sich Stuck-, Klinker- und Putzabschnitte als Gestaltungselemente ab. Links befindet sich eine Durchfahrt durch das Gebäude, die durch einen hier befindlichen Zwerchgiebel betont ist. Markant ist ein rechts davon befindlicher kleiner Erkerturm. Oberhalb der Toreinfahrt des Hauses befindet sich das alte Quedlinburger Stadtwappen, das sich ursprünglich am Ratskeller befand. An den schmiedeeisernen Torgittern finden sich die verschlungenen Initialen RI für Robert Ihlefeldt und WK für Wilhelm Kramer.
Über fast 400 Jahre, von seiner Zerstörung im Jahr 1477 bis zu seinem Wiederaufbau 1869, lagen die Trümmer des Quedlinburger Rolands auf dem Grundstück des Ratskellers.